# Championnats du monde de cyclo-cross 1974
Navigation
Édition précédente Édition suivante
Les championnats du monde de cyclo-cross 1974 ont lieu le 24 février 1974 à Bera en Espagne. Deux épreuves masculines sont au programme.

## Podiums
| Épreuves | Or               | Argent             | Bronze              |
| -------- | ---------------- | ------------------ | ------------------- |
| Élites   | Albert Van Damme | Eric De Vlaeminck  | Peter Frischknecht  |
| Amateurs | Robert Vermeire  | Klaus-Peter Thaler | Ekkehard Teichreber |

## Résultats

### Classement des élites
| Pos. | Cycliste                 | Pays     | Temps           |
| ---- | ------------------------ | -------- | --------------- |
|      | Albert Van Damme         | Belgique | 1 h 19 min 14 s |
|      | Roger De Vlaeminck       | Belgique | + 1:46          |
|      | Peter Frischknecht       | Suisse   | + 1:49          |
| 4    | Pierre Bernet            | France   | + 3:36          |
| 5    | Hermann Gretener         | Suisse   | + 4:20          |
| 6    | Julien Vanden Haesevelde | Belgique | + 4:22          |
| 7    | Michel Baele             | Belgique | + 4:53          |
| 8    | José María Gonzáles      | Espagne  | + 5:17          |
| 9    | Juan Gorostidi           | Espagne  | + 5:17          |
| 10   | Albert Zweifel           | Suisse   | + 6:33          |

### Classement des amateurs
| Pos. | Cycliste            | Pays                 | Temps           |
| ---- | ------------------- | -------------------- | --------------- |
|      | Robert Vermeire     | Belgique             | 1 h 08 min 01 s |
|      | Klaus-Peter Thaler  | Allemagne de l'Ouest | + 1:13          |
|      | Ekkehard Teichreber | Allemagne de l'Ouest | + 2:26          |
| 4    | Franco Vagneur      | Italie               | + 2:57          |
| 5    | Czesław Polewiak    | Pologne              | + 3:05          |
| 6    | Ueli Müller         | Suisse               | + 3:13          |
| 7    | Alex Gérardin       | France               | + 3:15          |
| 8    | Vojtěch Červínek    | Tchécoslovaquie      | + 3:17          |
| 9    | Klaus Jördens       | Allemagne de l'Ouest | + 3:36          |
| 10   | Gerrit Scheffer     | Pays-Bas             | + 3:59          |

## Tableau des médailles
| Rang | Nation               | Or | Argent | Bronze | Total |
| ---- | -------------------- | -- | ------ | ------ | ----- |
| 1    | Belgique             | 2  | 1      | 0      | 3     |
| 2    | Allemagne de l'Ouest | 0  | 1      | 1      | 2     |
| 3    | Suisse               | 0  | 0      | 1      | 1     |